# ドイツ民主共和国の首相
ドイツ民主共和国の首相は、ドイツ民主共和国（東ドイツ）に於ける行政府の長ではあるが、憲法改正などによる呼称も変わっているため、ここではそれについても述べる。

## 概要

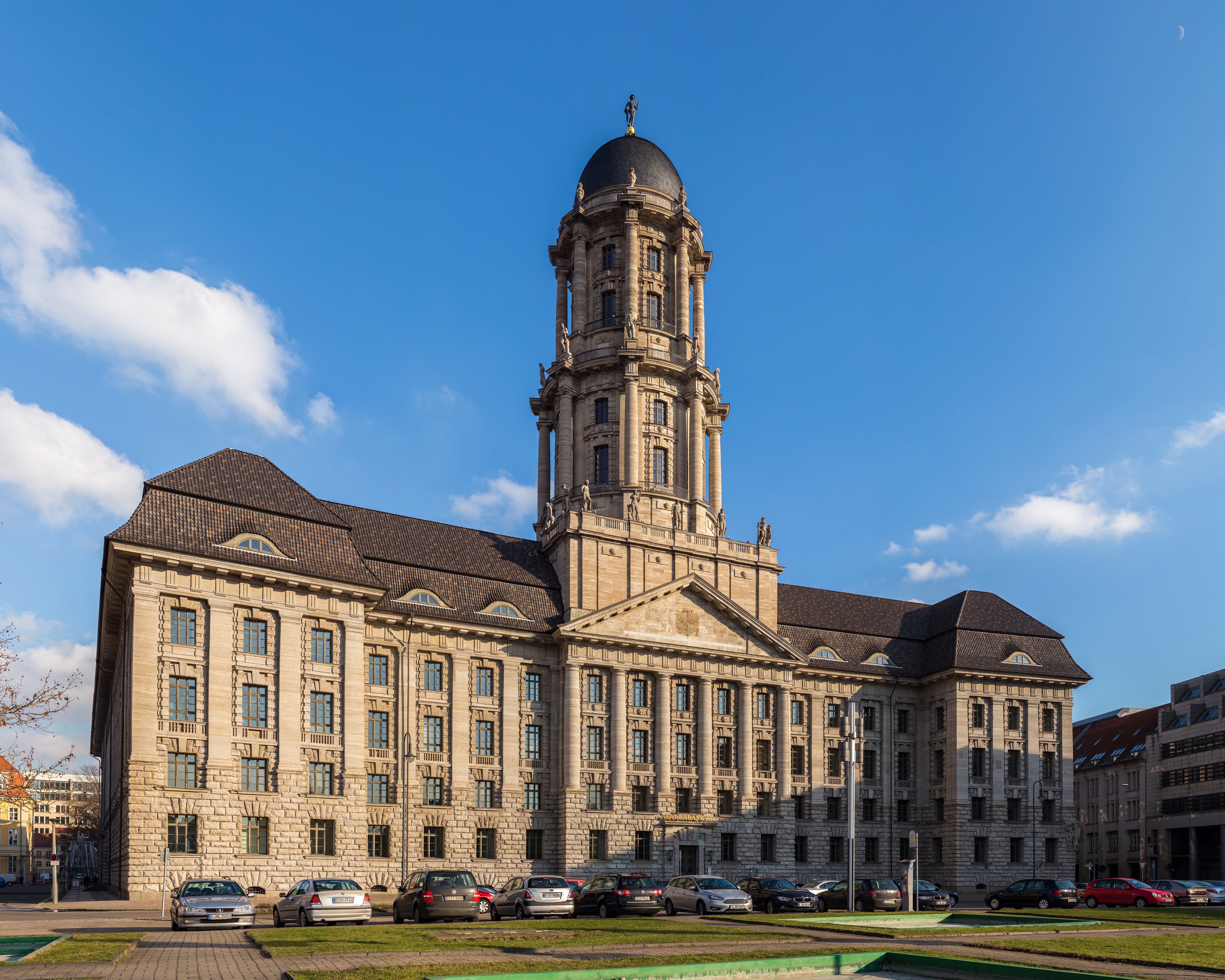
閣僚評議会が置かれたアルテス・シュタットハウス

東ドイツはソビエト連邦同様、ソ連型社会主義体制をとっている社会主義国であり、ドイツ社会主義統一党が事実上の一党独裁体制を敷く人民民主主義国であった。国家元首に相当する国家評議会、内閣に相当する閣僚評議会が存在した。しかし、国政の実権は最高指導者であるドイツ社会主義統一党の中央委員会書記長が握っていたため、1989年の民主化以前の国政は党の指導の下行われた。
「閣僚評議会議長」(Vorsitzender des Ministerrats)という名称は東ドイツが憲法改正により社会主義国を宣言した、1968年以降のもので、それまでは憲法で「総理大臣」（あるいは「大臣主席」。独: Ministerpräsident）と定められた。東ドイツ初代首相のオットー・グローテヴォールは厳密に言えば、閣僚評議会議長ではなく単に総理大臣、または「大臣主席」である。

## 選出方法と任期
- 議長の推薦は、人民議会の最大会派によって推薦され、人民議会によって閣僚評議会の組閣を委託される（憲法第79条(1))[1]。
人民議会の選挙方法は統一名簿による信任投票制で、常に社会主義統一党が最大多数になるような仕組みになっていたため、民主化されるまでは同党からしか選出されない仕組みになっていた。
- 閣僚評議会の議長及び構成員は、人民議会新選挙後、人民議会により、5年の任期で選挙される（憲法第79条(2)）[1]

## 歴代閣僚評議会議長
| 代 | 閣僚評議会議長の氏名                                   | 写真                                  | 在任期間                                               | 所属政党                       | 国家元首（大統領）           |
| -- | ------------------------------------------------------ | ------------------------------------- | ------------------------------------------------------ | ------------------------------ | ---------------------------- |
| 1  | オットー・グローテヴォール Otto Grotewohl （総理大臣） |                                       | 1949年10月12日 - 1964年9月21日 （在任中に死去）        | ドイツ 社会主義 統一党 （SED） | ヴィルヘルム・ピーク         |
| 1  | オットー・グローテヴォール Otto Grotewohl （総理大臣） | 国家元首（国家評議会議長）            | 1949年10月12日 - 1964年9月21日 （在任中に死去）        | ドイツ 社会主義 統一党 （SED） |                              |
| 1  | オットー・グローテヴォール Otto Grotewohl （総理大臣） | ヴァルター・ウルブリヒト              | 1949年10月12日 - 1964年9月21日 （在任中に死去）        | ドイツ 社会主義 統一党 （SED） |                              |
| 2  | ヴィリー・シュトフ Willi Stoph （第1期政権）           |                                       | 1964年9月24日 - 1973年10月3日                          | ドイツ 社会主義 統一党 （SED） | ヴァルター・ウルブリヒト     |
| 2  | ヴィリー・シュトフ Willi Stoph （第1期政権）           | フリードリヒ・エーベルト （臨時代理） | 1964年9月24日 - 1973年10月3日                          | ドイツ 社会主義 統一党 （SED） |                              |
| 3  | ホルスト・ジンダーマン Horst Sindermann                |                                       | 1973年10月3日 - 1976年10月29日 （人民議会により解任）  | ドイツ 社会主義 統一党 （SED） | ヴィリー・シュトフ           |
| 4  | ヴィリー・シュトフ Willi Stoph （第2期政権）           |                                       | 1976年10月29日 - 1989年11月7日                         | ドイツ 社会主義 統一党 （SED） | エーリッヒ・ホーネッカー     |
| 4  | ヴィリー・シュトフ Willi Stoph （第2期政権）           | エゴン・クレンツ                      | 1976年10月29日 - 1989年11月7日                         | ドイツ 社会主義 統一党 （SED） |                              |
| 5  | ハンス・モドロウ Hans Modrow                           |                                       | 1989年11月13日 - 1990年4月12日                         | ドイツ 社会主義 統一党 （SED） | エゴン・クレンツ             |
| 5  | ハンス・モドロウ Hans Modrow                           | マンフレート・ゲルラッハ              | 1989年11月13日 - 1990年4月12日                         | ドイツ 社会主義 統一党 （SED） |                              |
| 5  | ハンス・モドロウ Hans Modrow                           | 国家元首（人民議会議長）              | 1989年11月13日 - 1990年4月12日                         | ドイツ 社会主義 統一党 （SED） |                              |
| 5  | ハンス・モドロウ Hans Modrow                           | ザビーネ・ベルクマン＝ポール          | 1989年11月13日 - 1990年4月12日                         | ドイツ 社会主義 統一党 （SED） |                              |
| 6  | ロタール・デメジエール Lothar Demaizière               |                                       | 1990年4月12日 - 1990年10月3日 （再統一により国家消滅） | 東ドイツ・キリスト教 民主同盟  | ザビーネ・ベルクマン＝ポール |